# Giōrgos Kalaitzakīs
Giōrgos Kalaitzakīs, detto George (in greco Γιώργος Καλαϊτζάκης?; Candia, 2 gennaio 1999), è un cestista greco.
È il fratello gemello di Panagiōtīs Kalaitzakīs.

## Carriera
È stato selezionato dagli Indiana Pacers al secondo giro del Draft NBA 2021 (60ª scelta assoluta).

## Palmares

### Club
- Campionato greco: 4

Panathinaikos: 2016-17, 2017-18, 2018-19, 2020-21
- Coppa di Grecia: 4

Panathinaikos: 2015-16, 2016-17, 2018-19, 2020-21